# Бельдяжское сельское поселение
Бельдяжское се́льское поселе́ние — муниципальное образование в Кромском районе Орловской области России. Административный центр — село Бельдяжки.
Создано в 2004 году в границах одноимённого сельсовета. Расположено на юго-западе района.

## Население
| 2010 | 2012 | 2013 | 2014 | 2015 | 2016 | 2017 |
| ---- | ---- | ---- | ---- | ---- | ---- | ---- |
| 426  | ↘412 | ↘397 | ↘396 | ↘374 | ↘366 | ↘364 |
| 2018 | 2019 | 2020 | 2021 | 2023 |      |      |
| ↘358 | ↘352 | ↘346 | ↘342 | ↘339 |      |      |

## Населённые пункты
В состав сельского поселения (сельсовета) входят 5 населённых пунктов:
| № | Населённый пункт | Тип     | Население (чел.) |
| - | ---------------- | ------- | ---------------- |
| 1 | Бельдяжки        | село    | ↘275             |
| 2 | Ржава            | село    | ↘90              |
| 3 | Сизовы Дворы     | посёлок | 27               |
| 4 | Черепово         | деревня | 19               |
| 5 | Шарыкино         | деревня | 15               |